# 天王郵便局 (新潟県)
天王郵便局（てんのうゆうびんきょく）は新潟県新発田市にある郵便局。
かつては郵便区番号「959-23」の配達を受け持つ集配郵便局であったが、現在は新発田郵便局に移管され無集配郵便局となっている。

## 概要
住所：〒959-2325 新潟県新発田市天王754-1

## 沿革
- 1880年（明治13年）9月1日 - 五等郵便局の天王新田郵便局として開局[1]。
- 1885年（明治18年）10月1日 - 貯金預所開設[2]。
- 1890年（明治23年）4月1日 - 天王郵便局に改称[3]。
- 1899年（明治32年）
  - 3月16日 - 郵便為替事務開始[4]。
  - 4月1日 - 電信為替事務開始[5]。
- 1900年（明治33年）2月1日 - 小包郵便取扱開始[6]。
- 1910年（明治43年）11月21日 - 電信事務開始[7]。
- 1911年（明治44年）10月6日 - 電話通話事務開始[8]。
- 1912年（大正元年）9月2日 - 信越線（現羽越本線）新津-新発田間開通に伴い鉄道郵便線路開通、その受渡局となる[9]。
- 1933年（昭和8年）4月1日 - 中浦郵便局に改称[10]。
- 1936年（昭和11年）
  - 3月21日 - 集配区内に月岡温泉郵便局（三等、無集配）開局[11]。
  - 5月1日 - 月岡温泉郵便局にて電話事務開始[12]。
- 1937年（昭和12年）10月15日 - 月岡温泉郵便局にて電話交換業務開始[13]。
- 1954年（昭和29年）12月10日 - 月岡温泉郵便局にて電話交換事務廃止、月岡温泉電話局（営業事務は新発田電報電話局）に移管[14]。
- 1965年（昭和40年）6月28日 - 豊浦郵便局に改称[15]。
- 1983年（昭和58年）10月1日 - 豊浦郵便局と月岡温泉郵便局にて和文電報配達業務廃止、新発田電報電話局に移管[16]。
- 1984年（昭和59年）2月1日 - 鉄道郵便受渡廃止[17]。
- 1994年（平成6年）4月25日 - 天王郵便局に改称[18]、同時に集配廃止し豊浦郵便局（同日に乙次郵便局から改称）に移管[19]。

## 周辺
- 新発田警察署天王駐在所
- 市島邸

## アクセス
- JR羽越本線 月岡駅から北へ徒歩約15分
- 新潟交通観光バス 新発田－乗廻－月岡 線 「天王」バス停から北東へ徒歩約3分